# Phare de Pellworm
Le phare de Pellworm (en allemand : Leuchtturm Pellworm) est un phare actif situé sur l'île de Pellworm (Arrondissement de Frise-du-Nord - Schleswig-Holstein), en Allemagne.
Il est géré par la WSV de Tönning .

## Histoire
Le phare  a été construit en 1907, sur le côté sud de l'île de Pellworm. C'est un phare préfabriquée en fonte issue d'une production en série de l'usine Isselburger Hütte d'Isselburg en Rhénanie-du-Nord-Westphalie, comme le phare de Westerheversand et le phare d'Hörnum. Il a d'abord servi de feu directionnel avec le phare avant qui a été désactivé en 2002 et qui sert maintenant de balise de jour. Il sert maintenant de feu à secteurs et avait été automatisé dès 1977.
Le phare est occasionnellement ouvert au public et permet d'avoir une vue panoramique de l'île de Pellworm, la mer des Wadden et l'île voisine de Nordstrand.

## Description
Le phare  est une tour cylindrique en fonte de 41 m de haut, avec une double galerie et une lanterne, montée sur une base polygonale en maçonnerie. La tour est peinte en rouge avec une bande blanche, le soubassement est blanc et la lanterne est noire avec un toit en cuivre. Son feu à occultations à secteurs émet, à une hauteur focale de 38 m, un long éclat (blanc et rouge et vert), selon divers directions, de 4 secondes par période de 5 secondes.
Sa portée est de 22 milles nautiques (environ 41 km) pour le feu blanc, 16 milles nautiques (environ 30 km) pour le rouge et 15 milles nautiques (environ 28 km) pour le feu vert.
Identifiant : ARLHS : FED-187 ; 3-07301 - Amirauté : B1676.1 - NGA : 10612 .

## Caractéristiques dufeu maritime
Fréquence : 5 secondes (WRG)
- Lumière : 4 secondes
- Obscurité : 1 seconde

|                       |
| Localisation de Oland |

|          |
| Le phare |

|          |
| Le phare |

### Lien connexe
- Liste des phares en Allemagne